# Даян Доан
Даян Доан (англ. Dianne Doan; 8 вересня 1990) — канадська актриса. Вона відома за роль Лонні на каналі Дісней Нащадки і Нащадки 2 і Кори в Агентах Щ.И.Т.

## На початку життя
Доан народився і виріс в Ебботсфорд, Британська Колумбія батькам в'єтнамського походження. Її бабуся наполовину китаєць робить Доани однієї восьмої китайський.
Вона вперше виник інтерес до діючи в 9 класі, коли вона брала уроки драми як факультатив. Вона почала технічну підготовку в танці у віці 10 років.

## Кар'єра
У молодому віці вона пізніше виступала як танцівниця на церемоніях відкриття зимових Олімпійських ігор 2010 року у Ванкувері та як резервна танцівниця Майкла Бубле . Крім того, вона працювала танцівницею інших музичних кліпів для звукозаписуючих виконавців, включаючи Big Time Rush та Marianas Trench, а також працювала над фільмом Fox So You Think You Can Dance 
Незважаючи на те, що вона мала невеликі виступи в таких шоу, як " Одного разу " ABC і " Impastor TV Land", її велика перерва настала, коли вона була обрана в телефільмі " Дісней", створеному для телевізійного фільму " <i id="mwLw">Нащадки",</i> як Лонні, дочка Мулана і Лі Шан. " Нащадки Діснея" розширився успішною франшизою, включаючи міні-серіал у реальному часі (який вийшов в ефір до початкового фільму), продовження та анімаційний спін-офф.
У 2016 році вона була кинута в головній ролі повторюваного в історії каналу «s вікінгами як Yidu на чотири сезони.  Після цього вона знялася у головній ролі Verizon ( go90 ) та веб серії AwesomenessTV Guidance, де вона зіграла сестер-близнюків. 
У 2017 році вона приєдналася до головного складу "<i id="mwPw">Воїна</i>" Cinemax як персонаж Маї Лінг як регулярний серіал. Серіал продукується режисером Джастіном Ліном на основі оригінальної концепції покійного Брюса Лі . 

## Особисте життя
У 2019 році вона заручилася з актором Менні Джасінто. 

## Фільмографія
| Рік      | Заголовок                | Роль                      | Примітки                                       |
| -------- | ------------------------ | ------------------------- | ---------------------------------------------- |
| 2013 рік | Одного разу              | Ісра                      | Епізод: " Самовідданий, хоробрий і правдивий " |
| 2013 рік | Самозванця               | Челсі                     | Епізод: "Генеза"                               |
| 2015 рік | Нащадки: Школа таємниць  | Лонні / Секретний блогер  | Телевізійні шорти; голосова роль               |
| 2015 рік | Нащадки                  | Лонні                     | Телевізійний фільм                             |
| 2016 рік | Вікінги                  | Йіду                      | Повторювана роль ( 4 сезон ); 7 серій          |
| 2017 рік | Нащадки 2                | Лонні                     | Телевізійний фільм                             |
| 2017 рік | Керівництво              | Віра і Грейс Парк-Дженсен | Вебсерія; головна роль (3 сезон)               |
| 2017 рік | Легенди завтра           | Ань Лі                    | Епізод: "Ласкаво просимо до джунглів"          |
| 2019 р   | Хороша біда              | Кейт                      | 3 серії                                        |
| 2019 р   | Воїн                     | Май Лінг                  | Головна роль                                   |
| 2020 рік | Агенти Щ.И.Т.            | Кора                      | Повторювана роль ( 7 сезон ); 6 серій          |
| TBA      | Остання ніч у Передмісті | Рейчел                    | Пост-продакшн                                  |